# King (Tekken)
King é o nome de dois personagens da série de jogos de luta Tekken que, embora sendo lutadores diferentes, tem o mesmo caractere, ou seja, ambos são praticantes de luta livre que usam uma máscara de jaguar. Os dois são mexicanos e tem ligação próxima com o lutador Armor King. O primeiro King, que aparece em Tekken 1 e 2 era um lutador arruaceiro, mas depois foi treinado e se tornou um dos melhores lutadores de Luta Livre do México. O segundo King, que aparece em todos os demais jogos, é aluno do primeiro, se tornando ainda melhor que seu professor.
King foi inspirado em dois legendários lutadores de luta livre: o japonês Tiger Mask, que lutava com uma máscara de tigre, e o mexicano Fray Tormenta, que é um padre, mas para conseguir sustentar um orfanato, que era seu sonho, se tornou um lutador profissional para ganhar dinheiro, na década de 60.

## História

### Tekken
O primeiro King, antes mesmo de assumir esta identidade, costumava ser um arruaceiro órfão e sem compaixão, que não ligava para mais nada no mundo a não ser lutar. Certo dia, ele chegou a uma aldeia mexicana, onde os lutadores utilizavam máscaras de jaguar e, quando falavam, emitiam sons do animal. Seu líder, e também o melhor de todos, era Armor King, um lutador que vestia uma armadura nas lutas. Este foi desafiado pelo jovem arruaceiro, mas este último, além de ser derrotado, foi ferido gravemente. Ao sair do local, estava bastante desorientado, e enquanto estava dirigindo seu carro, acabou colidindo com um mosteiro. Os padres, vendo sua situação, decidiram ajudá-lo e o salvaram da morte.
Depois de curado, o jovem refletiu sobre sua derrota e sobre seus salvadores e percebeu seu caminho errado. Decidido a mudar, se tornou um padre católico, renunciou seu passado de brigas e assumiu uma missão: construir um orfanato para crianças de rua, desejando salvá-las de se tornar o tipo de pessoa que ele foi. O problema é que faltava dinheiro para completar seu sonho. Então, ele descobriu sobre o torneio King of Iron Fist, e decidiu ingressar para conseguir o prêmio. Assumindo a identidade de King, o lutador da máscara de jaguar, fez as pazes com Armor King, que inclusive o ajudou a treinar.

### Tekken 2
King não foi o vencedor do primeiro torneio, mas ficou em terceiro lugar, e assim conseguiu ganhar uma boa quantia em dinheiro e construiu seu orfanato. Este lugar obteve muito sucesso depois de algum tempo. Porém, depois que uma criança aos seus cuidados morreu, King entrou em profunda depressão, desistiu das lutas e de sua máscara de jaguar, retornou para as ruas e se tornou um alcoólatra. Fraco, deprimido e desiludido da vida, King estava prestes a morrer, quando foi encontrado em um beco por Armor King. Em tom de desafio e ao mesmo tempo como amigo, este último jogou a máscara de jaguar aos pés do lutador e disse que sua missão continuava: ele poderia conseguir recursos para o orfanato, que estava prestes a falir após sua saída. Para isso, ele teria de entrar no torneio King of Iron Fist 2.
Com este desafio, King decidiu sair do fundo do poço e lutar! Treinou intensamente e se recuperou do alcoolismo. Durante o torneio, ele acabou enfrentando Armor King, mas perdeu novamente. No entanto, King não desistiu: mais tarde, participou de torneios de artes marciais e de luta livre para ganhar dinheiro para o seu orfanato. Ele também ensinou suas habilidades de luta e auto-defesa para uma criança do mesmo.

### Tekken 3
A criança que King treinou se tornou um rapaz, e voltou ao orfanato onde havia sido criado, pertencente ao lutador. Com 24 anos de idade, este jovem trabalhou duro treinando, esperando rever seu ídolo, até que um dia soube sobre da trágica morte do mesmo por mãos desconhecidas. Vendo que o orfanato estava prestes a falir (o dinheiro ganho nas lutas de King estava se acabando), este homem pegou a máscara de King e imitou o seu estilo. Infelizmente, ele só havia visto os movimentos de luta-livre de seu professor quando era criança, e por causa disso perdeu todas as competições que entrou. Um dia, outro homem com uma máscara de jaguar visitou esse jovem, apresentando-se como um velho amigo. Era Armor King, que estava interessando em descobrir se os rumores sobre o novo King eram reais. Por quatro anos os dois treinaram intensamente. O novo King aprendeu rápido e se tornou um forte lutador, com extremo poder e técnica, e ficou conhecido como King II.
Nesse tempo, o rapaz, com 28 anos, agora era um forte concorrente ao título de campeão mundial de Luta Livre. Mais tarde, certos rumores de um "deus da luta" estavam circulando pelo mundo todo. Armor King revelou ao jovem que tal irreal entidade era a responsável peça morte do verdadeiro King. Enquanto a macabra verdade poderia ser escondida sob sua depressão para sempre, Armor King assistiu ao novo King, cheio de raiva, se inscrevendo no torneio King of Iron Fist 3, sedento de vingança pela morte de seu ex-professor e ansioso para provar ser digno de usar a máscara de jaguar do mesmo.

### Tekken 4
Dois anos após o terceiro torneio, King descobriu que seu novo mestre, Armor King, havia sido morto em uma briga de bar. O assassino, o lutador australiano de Vale Tudo Craig Marduk, mais tarde foi pego no Arizona e mandado à prisão. Desejando vingar seu professor, King decidiu usar o dinheiro que havia ganhado com suas lutas para pagar a fiança de Marduk. Além disso, também lhe enviou um pacote, contendo um recorte de jornal anunciando o torneio King of Iron Fist 4 e um bilhete aéreo.
Como esperado, Marduk apareceu no torneio. Quando ele e King se enfrentaram, este último não só o derrotou como também acabou mandando-o para um hospital. No entanto, para King aquilo não era o suficiente: como se não bastasse, ele foi até o hospital para dar um último golpe em seu rival, para matá-lo. Porém, ao ver, ao lado da cama uma foto de Marduk com sua família, decidiu deixá-lo viver. King percebeu que vingança não era a resposta.

### Tekken 5
Pouco depois do quarto torneio, King estava assistindo a um outro campeonato pela televisão, quando viu seu antigo rival, Marduk, usando uma máscara de jaguar muito similar à de Armor King. Ele estava bem mais forte, e havia derrotado vários oponentes para provar sua força. Após fazer isso, Marduk lançou um desafio a King, dizendo que queria uma revanche.
King, ao assistir aquilo, ficou furioso, não só por causa do desafio, mas também por causa da máscara que Marduk estava usando, pois este estava desonrando Armor King. Então, para mostrar sua determinação e coragem, o mexicano aceitou o desafio, e sua luta com Marduk aconteceria no torneio King of Iron Fist 5.

### Tekken 6
King e Marduk se enfrentaram, no quinto torneio, em uma dura batalha que, estranhamente, resultou em uma amizade entre os dois. Mais tarde, por uma sugestão de King, Marduk entrou para o mundo da luta-livre.
Certo dia, os dois entraram em um torneio de luta-livre como dupla, e foram os grandes vencedores. No final do mesmo, King viu que Marduk foi atacado por um estranho lutador, que fugiu depois de acertá-lo. Craig, ainda confuso, conta que era Armor King. Então, King decide descobrir a verdadeira identidade do invasor. Durante esse tempo, ele descobriu que um novo torneio, o King of Iron Fist 6, seria realizado em breve. Assim sendo, ele e Marduk decidiram ingressar juntos, para dividir o prêmio e ao mesmo tempo para encontrar o misterioso lutador que se passava por Armor King.

## Finais
- Tekken: Uma igreja é mostrada, sendo focados seu relógio e seus sinos. King está observando-a, quando algumas crianças saem de dentro dela e correm até ele, rodeando-o. Ele, depois de vê-las, celebra sua vitória, pois tinha dinheiro para finalmente construir seu orfanato.
- Tekken 2: King está observando seu orfanato numa noite de Natal, do lado de fora. Ele vê as crianças dentro do local, comemorando com uma mulher. Então, ele lembra que havia perdido o torneio e, se sentindo envergonhado, apenas deixa alguns presentes na porta e vai embora. De repente, as crianças aparecem e o rodeiam, pulando alegremente. Isso o deixa feliz novamente.
- Tekken 3: King entra em um combate de luta-livre, sob o olhar atento de seu mestre Armor King. Facilmente vencendo seu inimigo, o mexicano recebe o cinturão de campeão mundial. Quando olha para o lado, percebe que Armor King havia saído de perto do ringue. Então, ele larga o cinturão e corre para seu vestiário. Quando chega, vê seu mentor sentado, cabisbaixo, na penumbra, sem sua máscara.
- Tekken Tag Tournament: Sob o olhar de Armor King, King treina uma combinação de golpes de luta livre com um boneco de madeira parecido com Mokujin.
- Tekken 4: Tendo vencido Craig Marduk, King entra no quarto do hospital onde o mesmo está. Por alguns momentos, ele pretende dar um golpe fatal em Marduk e acabar com sua vida. Porém, ao lado da cama está uma fotografia dele rodeado por sua família. King, ao vê-la, retorna ao seu juízo, percebendo que sua fútil vingança não traria seu mestre de volta, e decide ir embora.
- Tekken 5: King está numa competição de luta-livre de duplas. Depois de sofrer um ataque nas costas e uma cotovelada na garganta, ele rasteja até o canto do ringue e, com o característico toque de mão, chama seu parceiro, Marduk. Quando este entra no ringue, consegue derrotar seus dois oponentes sem maiores problemas. Após isso, ele e King decidem finalizá-los de maneira incrível: aplicam um arrasador pilão duplo nos dois. Com isso, vencem a luta e são consagrados os campeões, ganhando cinturões.
- Tekken 6: Nesse jogo, os epílogos de King, Armor King e Marduk se unem nessa ordem, formando um só. No epílogo de King, este vai até uma prateleira com algumas recordações de seu mestre, Armor King e pega um retrato dele. Ao colocá-lo de volta, acaba derrubando-o no chão e quebrando-o. Com a queda, é revelada uma outra foto, que estava atrás daquela. King, ao pegá-la, vê que nela estão dois Armor King. Ao descobrir isso, ele fica confuso, e ao mesmo tempo assustado. Ao final dos três epílogos, é mostrado um único, onde os três lutadores se encontram. King chega ao lugar onde Marduk e Armor King estão e pergunta ao lutador com armadura quem ele é, realmente. Armor King responde que ele é, obviamente, ninguém menos que Armor King. Marduk fica confuso, e diz que ele havia matado Armor King com suas próprias mãos. Então, o lutador da máscara negra começa a explicar que Armor King não era só uma pessoa. O lutador que foi morto por Marduk era o irmão do mexicano, o primeiro Armor King, que foi o professor de King. Após a explicação, Armor King diz que nunca irá perdoar Marduk, por causa do assassinato de seu irmão.
- Tekken Tag Tournament 2: Marduk e Jaycee estão lutando. A garota por um momento consegue dominar Craig, mas este resiste e consegue jogá-la para o outro lado do ringue, onde King pega-a no ar e aplica um pilão arrasador nela. Depois, Armor King aparece e tenta acertá-lo com uma joelhada, mas King pensa rápido e reverte o golpe, e depois consegue dominar o adversário e derrotá-lo. Após isso, ele e Marduk comemoram sua vitória.